# マイネット
株式会社マイネット（英語: Mynet Inc.）は、スマートフォンゲームの開発・運営やスポーツ事業を行う日本の企業。コンピュータエンターテインメント協会正会員。

## 概要
スマートフォンゲームの買収再生事業やファンタジースポーツサービスの提供、スポーツクラブのDX推進の事業を営む。ゲーム事業ではゲームメーカーとの買収契約や協業契約を通じて運営ゲームタイトルを増やし、タイトル間の相互送客や資産集約効果で運営ゲームの長期成長を図る独特のビジネスモデルを持つ。運営タイトルは累計80本を越えるほか、10周年を超えるゲームタイトルを10本以上運営している。
現業以前は日本初のソーシャルニュースサイト「newsing（ニューシング）」、モバイル集客サービス「katy（ケイティ）」などを運営した。
2006年7月、東京都中央区に設立。2015年6月、東京都港区に移転。2016年11月、ゲーム事業を子会社へ完全移管した上で、マイネットは持株会社へ移行。

### スポーツ
ファンタジースポーツ事業では日本初のリーグ公認ファンタジースポーツサービスを野球とバスケットボールにて展開。
2021年9月22日、創業者の上原仁の出身地である滋賀県を本拠地とするB.LEAGUE所属のプロバスケットボールチーム「滋賀レイクス」の運営会社である滋賀レイクスターズの発行済株式の75%を取得し、経営に参画。クラブDX事業としてリーグのDX推進やファンコミュニティの拡充を行うとした。
2023年3月28日、滋賀レイクスターズについて、保有する株式をサン・クロレラ会長の中山太へ売却・譲渡することを発表、クラブDX事業より事実上撤退した。

## 沿革
- 2006年（平成18年）7月 - 株式会社マイネット・ジャパン創業。本社は東京都中央区銀座に置いた。資本金800万円。上原仁が代表取締役社長に就任。国内初のソーシャルニュースサイト「newsing（ニューシング）」をリリース[2]。
- 2007年（平成19年）
  - 1月 - 店舗向けモバイル集客サービス「katy（ケイティ）」をリリース。
  - 3月 - リクルートインキュベーションパートナーズ及び住友商事へ第三者割当増資を実施。
- 2012年（平成24年）
  - 5月 - スマートフォンゲーム事業を開始。
  - 8月 - シンガポール法人Mynet Pte. Ltd.を設立。
- 2013年（平成25年）
  - 1月 - 株式会社マイネットへ商号変更。
  - 3月 - ケイティ事業をヤフー株式会社へ事業譲渡。譲渡価額は3.5億円[3]。
- 2014年（平成26年）
  - 3月 - 株式会社セガネットワークスとゲームコンテンツ開発・提供において資本業務提携。
  - 5月 - スマートフォンゲーム提供企業20社との相互送客ネットワークを公開[4]。スマートフォンゲームの運営グロース事業を開始。
  - 10月 - 株式会社イグニスよりスマートフォンゲーム「神姫覚醒メルティメイデン」を買収。
- 2015年（平成27年）
  - 1月 - B Dash Ventures株式会社、新生企業投資株式会社、SMBCベンチャーキャピタルへ第三者割当増資を実施。資本金7億6,807万円（資本準備金を含む）[5]。
  - 3月 - ソーシャルニュースサイト『newsing』（ニューシング）サービス終了[6]。
  - 5月 - 株式会社gumiより「ドラゴンジェネシス」「幻獣姫」「騎士姫」を買収。
  - 6月 - 本社を東京都港区北青山に移転。
  - 7月 - グリー株式会社より「ドリランド 魔王軍vs勇者!」の配信権を買収。
  - 11月 - 株式会社アプリボットより「レジェンドオブモンスターズ」「リバースドライヴ」を買収。
  - 12月 - 東京証券取引所マザーズ に上場。
- 2016年（平成28年）
  - 1月 - 株式会社Nubee Tokyoより「神界のヴァルキリー」を買収。
  - 5月 - グリー株式会社の子会社であった株式会社マイネットゲームス（旧・株式会社ポケラボが吸収分割した後の分割会社）を買収。「戦乱のサムライキングダム」「三国 INFINITY」を取得[7]。株式会社GNTより「出動！美女ポリス」を買収。
  - 8月 - 株式会社モブキャストと業務提携契約締結。「モブキャスト」プラットフォーム及びモバプロ等のタイトル運営を移管
  - 11月 - ゲーム事業を株式会社マイネットエンターテイメントへ新設分割で承継。マイネットは持株会社となる[8]。クルーズ株式会社より同社のゲーム事業を母体とする新設分割会社「株式会社C&Mゲームス（後の株式会社マイティゲームス）」を買収し、連結子会社とする。
- 2017年（平成29年）
  - 3月 -「ミリオンアーサー エクスタシス」の運営主体を株式会社グリフォンから当グループの株式会社C&Mゲームスに変更
  - 12月 - 東京証券取引所市場第1部に上場市場を変更。
- 2018年（平成30年）4月 - 子会社のマイネットゲームスが、株式会社マイネットエンターテイメント、株式会社マイティゲームス、株式会社S&Mゲームスを吸収合併。
- 2020年（令和2年）11月 - 子会社のマイネットブルーゲームスが、株式会社マイネット琉球に商号を変更。
- 2021年（令和3年）
  - 1月 - FC琉球のユニフォーム胸スポンサーとしてトップパートナーに就任。
  - 6月 - 日本初のファンタジースポーツサービス「プロ野球#LIVE2021」の提供を開始。
  - 9月 - プロバスケットボールBリーグ1部の滋賀レイクスターズの発行済み株式の75％を取得し、経営参画することを発表[9]。
  - 11月 - 子会社の株式会社マイネットゲームスが、株式会社マイループスを吸収合併。
- 2023年（令和5年）
  - 1月 - 岩城農が代表取締役社長に就任。上原仁が代表取締役会長に就任[10]。
  - 3月 - 上原仁が代表権の無い取締役会長に異動[11]。
  - 3月 - 滋賀レイクスターズの全保有株式をサン・クロレラ会長の中山太へ売却[12]。
  - 10月 - 東京証券取引所による経過処置の終了に伴う特例により、東証プライムから東京証券取引所スタンダード市場に上場市場を変更[13]。
- 2024年（令和6年）
  - 3月 - 創業者の上原仁が退任[14]。
  - 7月 - 子会社のマイネット琉球およびマイネット・ストラテジックパートナーズを解散[15][16]。

## スマートフォンゲーム
クルーズより
- アヴァロンの騎士（サービス終了）
- アヴァロンΩ（サービス終了）
- 神魔×継承! ラグナブレイク
- ラグナブレイク・サーガ
- 究極×進化! 戦国ブレイク

- HUNTER×HUNTER アドバンスコレクション
- 天下統一オンライン
- ファイナルファンタジーグランドマスターズ（サービス終了）※スクウェア・エニックス配信
- ミリオンアーサー エクスタシス（サービス終了）

- デジモンリンクス（サービス終了） ※バンダイナムコエンターテインメント配信

セガより
- モンスターギア バーサス（旧モンスターギア バースト←モンスターギア。サービス終了）

- 戦の海賊（サービス終了）
- ボーダーブレイク mobile -疾風のガンフロント-（サービス終了）※運営のみ
- リボルバーズエイト（サービス終了）
- 龍が如く ONLINE ※共同運営

gumiより
- ドラゴンジェネシス（サービス終了）
- ドールズオーダー（サービス終了）
- 幻獣姫
- 騎士姫（サービス終了）

シリコンスタジオより
- 逆襲のファンタジカ（サービス終了）
- 刻のイシュタリア

ポケラボより
- 三国インフィニティ（サービス終了）
- 戦乱のサムライキングダム（サービス終了）
- SWORD OF PHANTASIA(サービス終了)

アプリボットより
- レジェンドオブモンスターズ
- リバースドライヴ（旧カオスドライヴ。サービス終了）
- 神式一閃カムライトライブ（サービス終了）
- ジョーカー〜ギャングロード〜
- ブレイドエクスロード（サービス終了）

グラニより
- 神獄のヴァルハラゲート
- 黒騎士と白の魔王（サービス終了）

gloopsより
- 大戦乱!!三国志バトル
- SKYLOCK（サービス終了）

KLabより
- 真・戦国バスター（サービス終了）
- ラブライブ! スクールアイドルフェスティバル ALL STARS（サービス終了）

ジークレストより
- 茜さすセカイでキミと詠う（サービス終了）
- 夢王国と眠れる100人の王子様

その他
- ファルキューレの紋章（サービス終了）
- キズナバトル（サービス終了）
- エンジェルマスター（サービス終了）
- 神姫覚醒!!メルティメイデン（イグニスより、サービス終了）
- ドリランド 魔王軍vs勇者!（ジクシーズ/グリーより）
- 神界のヴァルキリー（Nubee Tokyoより、サービス終了）
- 出動！美女ポリス（GNTより、サービス終了）
- 妖怪百姫たん!（KADOKAWAより、サービス終了）
- ドラゴンタクティクス（enishより）
- サンリオ男子～わたし、恋を、知りました。（サイバードより、サービス終了）
- HUNTER×HUNTER バトルコレクション（ForGrooveより）※運営のみ。2018年5月31日、運営がクラウドナインへ移管される。
- ウチの姫さまがいちばんカワイイ（サイバーエージェントより、サービス終了）※運営のみ
- 三国志乱舞（スクウェア・エニックスより、サービス終了）※運営・開発のみ
- 天惺のイリュミナシア〜オトメ勇者〜（レベルファイブより、サービス終了）※共同運営
- 戦刻ナイトブラッド 光盟（マーベラスより、サービス終了）
- 未来家系図つぐme（NTTドコモ及びワンダープラネットより）
- グラフィティスマッシュ（バンダイナムコオンラインより、サービス終了）
- ケータイ国盗り合戦（ONE COMPATHより）
- ひぐらしのなく頃に 命（ディ・テクノより、サービス終了） ※運営のみ

## 子会社
- 株式会社マイネットゲームス
- 株式会社OneSports NEXT
- 株式会社mynet.ai
- 株式会社ネクストマーケティング
- 株式会社PARADE
- Digon株式会社

## 役員
2024年3月28日現在。
代表取締役社長 CEO
- 岩城農

取締役副社長 CCO
- 西村拓也

社外取締役（監査等委員）
- 和田洋一
- 太田雄貴
- 栗原正和

執行役員
- 倉友秀樹
- 見藤俊介
- 須田昌樹
- 辻将也
- 日野洸也
- 堀越裕樹
- 吉田大
- 菊池斗南